# Clitaetra simoni
Clitaetra simoni is een spinnensoort uit de familie van de wielwebspinnen (Araneidae).
De wetenschappelijke naam van de soort werd in 1962 gepubliceerd door Pierre L.G. Benoit.